# گامالسونسکبی
گامّالسونسکبی (روستای قدیم سوئدی) (به اوکراینی: Старошведське Starosjvedske) ;(به روسی: Старошве́дское Starosjvédskoje) ;(به آلمانی: Altschwedendorf) ; به سوئدی محلی Galsvänskbi بخشی از زمییوکا Zmiivka در استان خرسون در نزدیکی سواحل Dnieper در اوکراین است. نام این روستا از این روست که سکنه آن از روستاییان سوئدی‌تبار و از بازماندگان سوئدی- استونیایی‌هایی هستند که به اجبار به این مجل نقل مکان داده شده‌اند، برخی از آنها هنوز به زبان سوئدی صحبت می‌کنند.

## بنای روستای گامّالسونسکبی

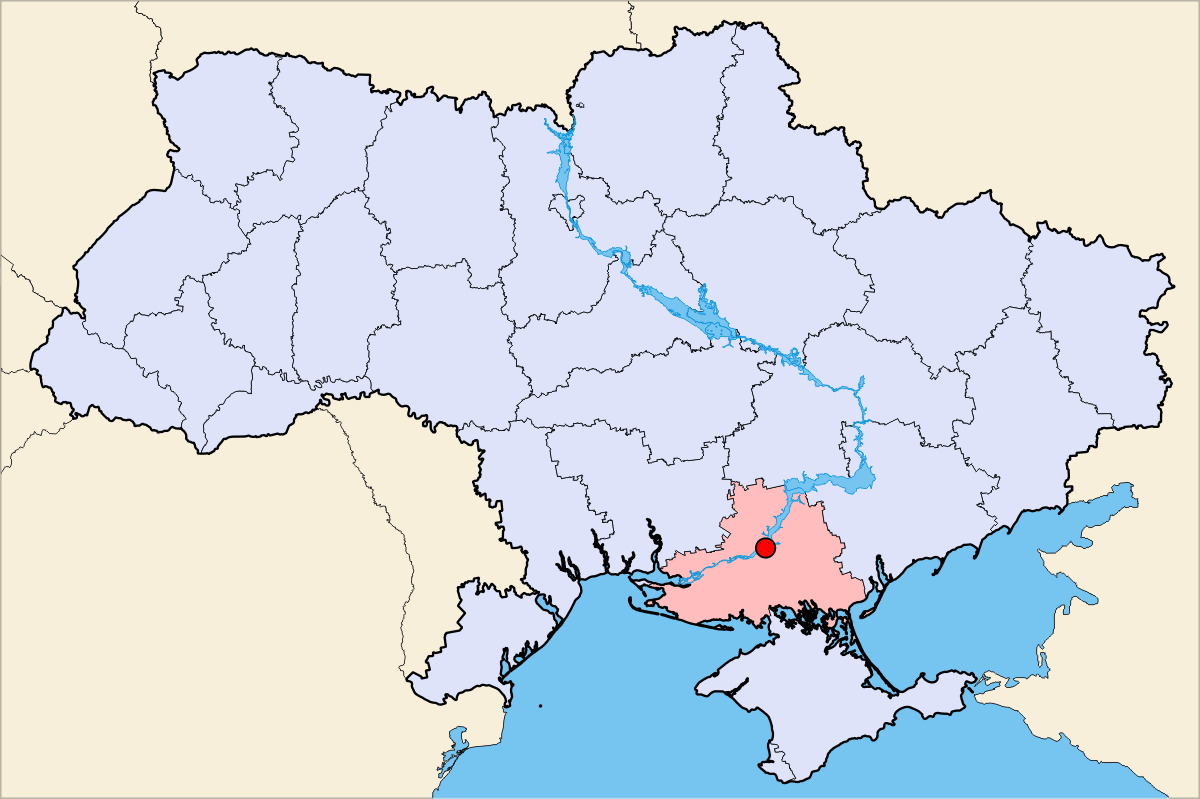
موقعیت جفرافیایی روستای قدیم سوئد در اوکراین

اهالی دهکده قدیم سوئدی در اصل از داگو در استونی امروزی آمده بودند که تا سال ۱۷۲۱ بخشی از سوئد بود. برای حل و فصل یک اختلاف حقوقی با یک ملّاک سوئدی بنام استنبوک در داگو از طرف کاترین دوم امپراتور روسیه قطعه زمینی به وسعت حدود ۱۳۰۰۰ هکتار برای حدود ۱۰۰۰ نفر از ساکنان منطقه داگو در نظر گرفته شد. این زمین در فرمانداری جدید روسیه در جنوب اوکراین امروزی، که به تازگی روس‌ها آن را از ترک‌ها فتح کرده بودند واقع شده بود.

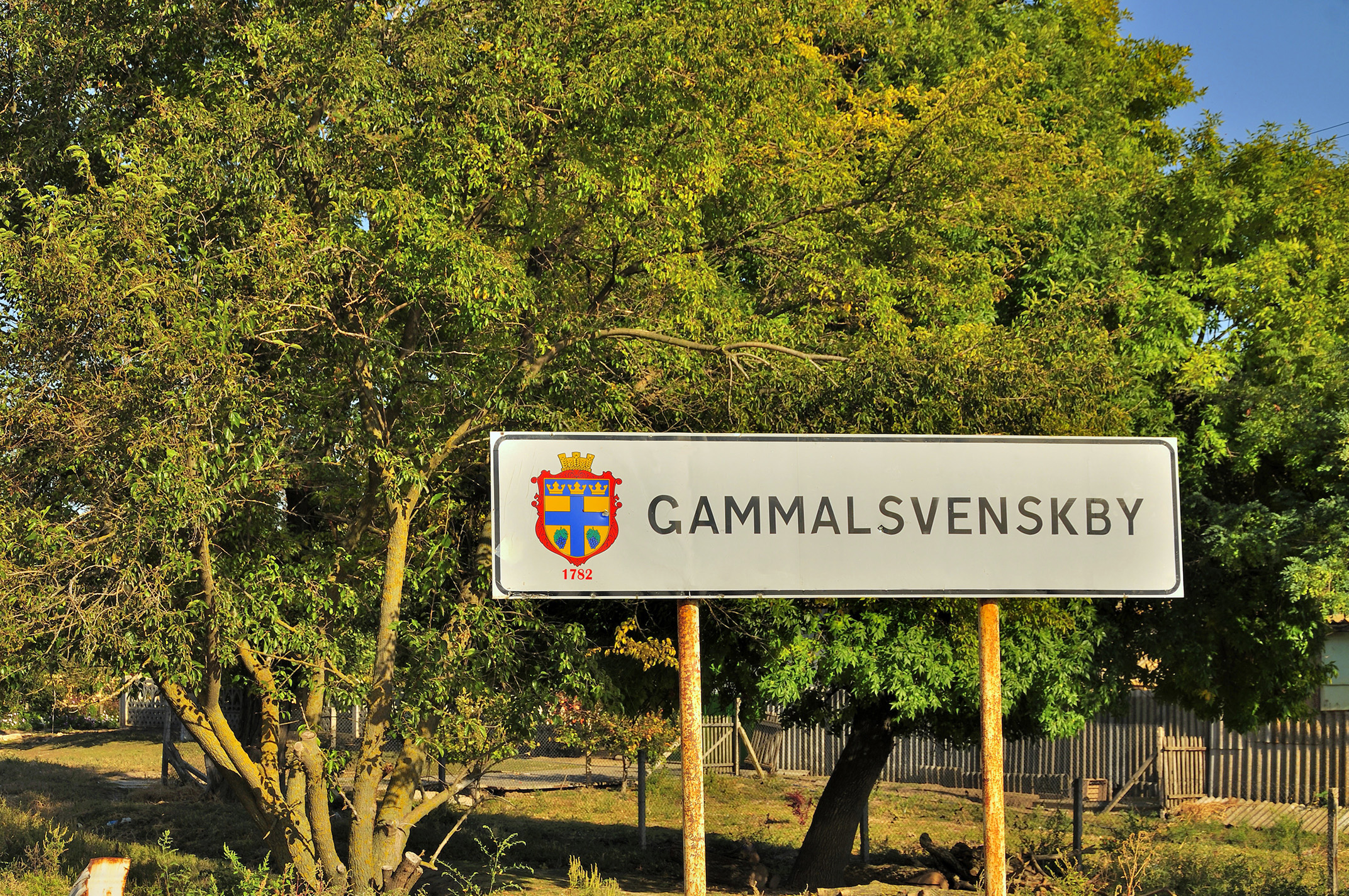
تابلوی روستا

حرکت از داگو در اوت ۱۷۸۲ آغاز شد و اهالی کوچ داده شده پس از طی یک مسیر طولانی و بسیار سخت به مدت ۹ ماه، که در طول آن بیش از نیمی از آنها به علت سرما و بیماری از بین رفته بودند، به منطقه تعیین شده رسیدند. وقتی اهالی وارد آن سرزمین شدند، اثری از خانه‌هایی که وعده ساختنشان را به آنها داده بودند نیافتند. بعداً بسیاری از آنهایی که از این سفر جان سالم به در برده بودند از بین رفتند، زیرا اکثر آنها در داگو ماهیگیر بودند و به کشاورزی عادت نداشتند، طبق اسناد کلیسا، در مارس ۱۷۸۳ تنها ۱۳۵ نفر زنده مانده بودند.

## حفظ میراث سوئدی
در ابتدای قرن نوزدهم، روستاهای آلمانی مولهاسندرف، شلانگندرف و کلوستردرف در اطراف روستای سوئدی ساخته شدند. امروزه همه این روستاها جزو روستای زمییوکا هستند. روستاهای آلمانی حدود ۷۵ درصد از زمین‌های سوئدی‌ها را به‌طور غیرقانونی غصب کردند. این روستا بعد از ورود آلمانی‌ها به گامّالسونسکبی معروف شد. در نتیجه، سوئدی‌ها در این منطقه در اقلیت قرار گرفتند و بسیاری از کشیش‌ها و معلمانی که در این ناحیه خدمت می‌کردند آلمانی‌زبان بودند. این قضیه، همراه با کمبود روزافزون زمین‌های زراعتی، گاهی منجر به تنش در روابط بین اهالی دهکده قدیم سوئدی با روستاهای آلمانی می‌شد. آتش‌سوزی‌ها، زلزله‌ها و بیماری‌ها تعداد روستاییان سوئدی را کاهش می‌داد و تنها از نیمه دوم قرن نوزدهم به بعد است که می‌توان افزایش قابل توجهی در تعداد آنها مشاهده کرد.

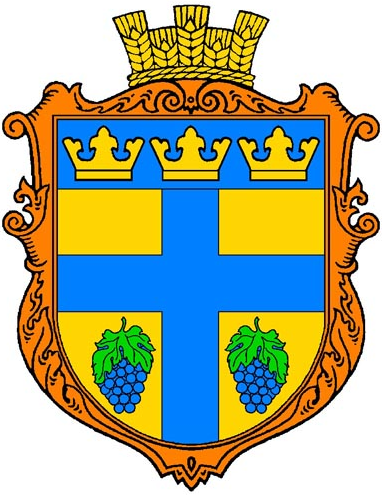
نشان شهرداری زمییوکا

با وجود این که اهالی گامّالسونسکبی در طول یک قرن تقریباً هیج ارتباطی با سوئد نداشتند، سنت‌ها و اعتقادات لوتری خود را حفظ کردند. آنها همچنین گویش قدیمی سوئدی شرقی خود را نگهداشتند. در پایان قرن نوزدهم، پاره ای ارتباطات با سوئد از نو برقرار شد. مبالغ قابل‌توجهی هم در سوئد و هم در فنلاند برای ساختن یک کلیسای جدید سوئدی جمع‌آوری گردید و کلیسا در اول ماه مه ۱۸۸۵ افتتاح شد. هزینه بنای کلیسا ۱۵۰۰۰ روبل بود، که ۶۰۰۰ آن توسط شاهزاده کارل در سوئد جمع‌آوری شده بود. بازدیدکنندگان سوئدی بیشتر و بیشتر شدند و حتی برخی از روستاییان روزنامه‌های سوئدی را مشترک شدند.

## انقلاب روسیه
با شروع جنگ جهانی اول، کانال‌های ارتباطی دوباره قطع شد. قحطی شدیدی گسترش یافت و اولین هیئت کمک رسانی سوئدی به رهبری ویلهلم ساروه ضروریات اولیه زندگی را از سوئد برای سکنه دهکده در سال ۱۹۲۲ به همراه آورد. پس از انقلاب روسیه، سوئدی تباران خواستار حق خروج از اتحاد جماهیر شوروی و اقامت در سوئد شدند. تقاضای آنها که از طرف یک جنبش ملی مطرح شده بود مورد حمایت اسقف اعظم ناتان سودربلوم قرار گرفت. سودربلوم از ویلهلم ساروه خواست هیئت جدیدی را رهبری کند و روستاییان سوئدی را که مایل به سفر به سوئد بودند با خود به سوئد بیاورد.
در ۱ اوت ۱۹۲۹، تعداد ۸۸۱ روستایی وارد سوئد شدند و در طی سال‌های ۱۹۳۰–۱۹۲۹ در یونشوپینگ در پادگان‌هایی که متعلق به هنگ یونشوپینگ بود اسکان داده شدند. این پادگان‌ها، که اولین اردوگاه پناهندگان سوئد محسوب می‌شوند، در سال ۱۹۲۸، پس از انحلال هنگ مزبور که سال قبلش رخ داده بود، تخلیه شده بودند. تنها تعداد انگشت شماری ترجیح دادند در دهکده قدیم سوئدی گامّالسونسکبی باقی بمانند. در سال ۱۹۲۷، در مجموع ۸۹۵ نفر در روستا زندگی می‌کردند که از بازماندگان سوئدی‌های استونیایی بودند. از بین کسانی که آن دهکده را ترک کردند، حدود ۱۰۰ نفر بعداً تصمیم گرفتند از سوئد به کانادا بروند، کشوری که مهاجران قبلاً از دهکده گامالسونسکبی به آنجا رفته بودند. بیشتر آنها در منیتوبا ساکن شدند و برخی بعداً به سوئد بازگشتند.
اکثریت روستائیانی که برای اقامت به سوئد آمده بودند در گوتلند اقامت گزیدند. نوادگان آنها امروز موزه ای دربارهٔ تاریخ سوئدی- استونیایی‌ها در محله روم گوتلند بنا کرده‌اند. آنها علیرغم پیشینه مشترکشان مجاز نبودند در یک جامعه متشکل اقامت کنند و در کشوری مهاجر بودند که بحران اقتصادی شدیدی را پشت سر می‌گذاشت. گاه هم با خصومت مردم محلی مواجه می‌شدند. به زودی برخی از اهالی روستا به فکر بازگشت به اتحاد جماهیر شوروی افتادند. این فکر فعالانه از جانب حزب کمونیست سوئد حمایت شد و اولین خانواده‌ها قبل از شروع سال ۱۹۲۹/۱۹۳۰ مراجعت کردند. [نیازمند منبع] جمعاً ۲۶ خانواده به اوکراین اتحاد جماهیر شوروی بازگشتند و در سال ۱۹۵۷ حدود پنجاه روستایی سوئدی موفق شدند دوباره به سوئد برگردند.

## بازگشت به اتحاد جماهیر شوروی

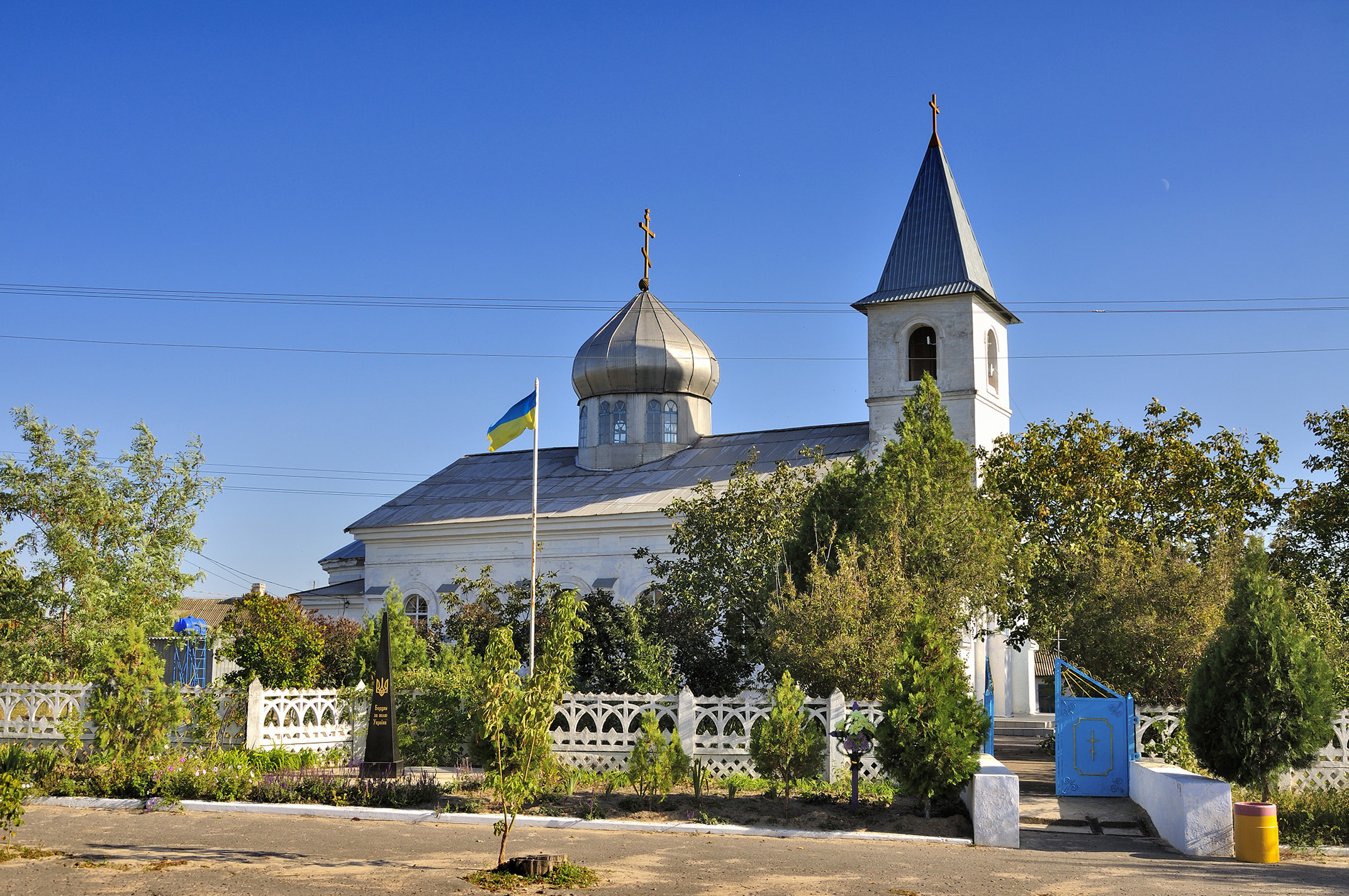
کلیسای سوئدی در روستای قدیم سوئدی کلیسای موجود در این تصویر همان کلیسای قدیمی سوئدی است که یک گنبد پیازی شکل به آن اضافه شده است تا بتوان از آن به عنوان مکان مقدسی برای ارتدوکس‌ها نیز استفاده کرد

در مجموع، حدود ۲۵۰ روستایی بازگشت به اتحاد جماهیر شوروی را برگزیدند. این عده به اتفاق اعضای حزب کمونیست سوئد که توسط کمینترن، به آنجا اعزام شده بودند، یک مزرعه اشتراکی تأسیس کردند که Svedkompartija - حزب کمونیست سوئد نام گرفت.
با وجود این، زندگی در اتحاد جماهیر شوروی به سوی سخت‌تر شدن پیش می‌رفت. قحطی ۱۹۳۳–۱۹۳۲ باعث شد پیشنهاد برگشتن به سوئد مطرح شود و جمعی از روستاییان لیستی از نام کسانی که خواهان ترک کشور بودند تهیه کردند این قضیه منجر به دستگیری ۲۰ نفر توسط پلیس مخفی GPU شد. [نیازمند منبع] پنج نفر از آنها به زندان افتادند. در سال‌های بعد چندین روستایی در عملیات پاکسازی‌های استالین کشته شدند.
هنگامی که جنگ جهانی دوم شروع شد آلمان به اتّحاد جماهیر شوروی حمله کرد و اوکراین اتحاد جماهیر شوروی نیز مورد تهاجم قرار گرفت. وقتی سربازان آلمانی در ۲۵ اوت ۱۹۴۱ وارد روستا شدند در ابتدا به عنوان ارتش آزادیبخش مورد استقبال قرار گرفتند.زمانی که ارتش آلمان در سال ۱۹۴۳ مجبور به عقب‌نشینی شد، سوئدی‌ها هم همراه با آلمانی‌های آن منطقه تخلیه شدند. جمعی از آنها به کروتوشین در وارتگاو در لهستان اشغالی فرستاده شدند. تقریباً ۱۵۰ نفر در پایان جنگ توسط مقامات شوروی اسیر و به اردوگاه‌های کار به اصطلاح گولاگ فرستاده شدند. [نیازمند منبع] با این حال، در سال ۱۹۴۷ این عده اجازه یافتند به اوکراین اتحاد جماهیر شوروی بازگردند. تعدادی هم موفق شدند به سوئد یا مستقیماً به گامّالسونسکبی برگردند.

## گامّالسونسکبی بعد از ۱۹۹۱

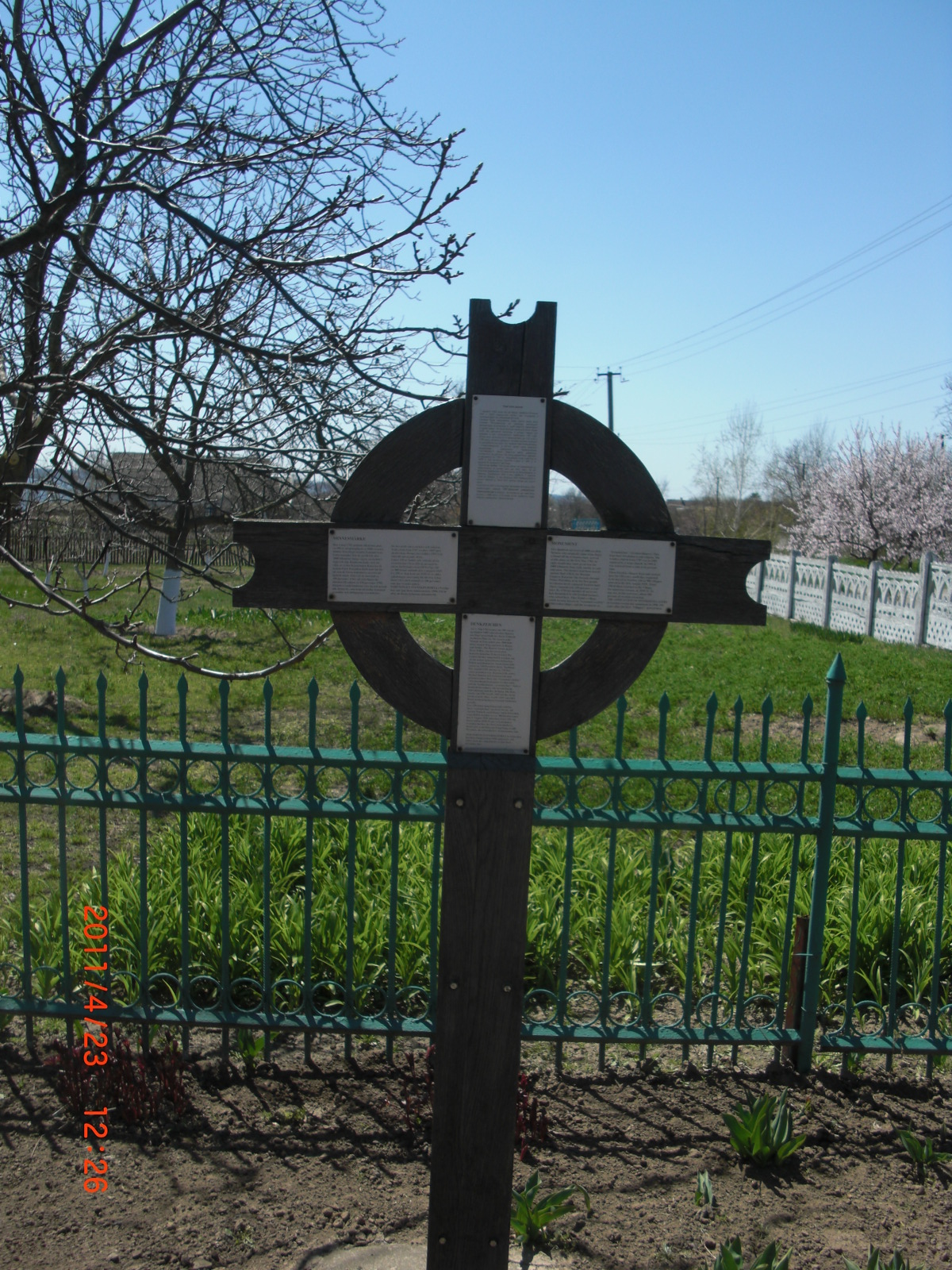
نشانه یادبود برای سوئدی‌های تازه‌وارد سالهای ۱۷۸۰

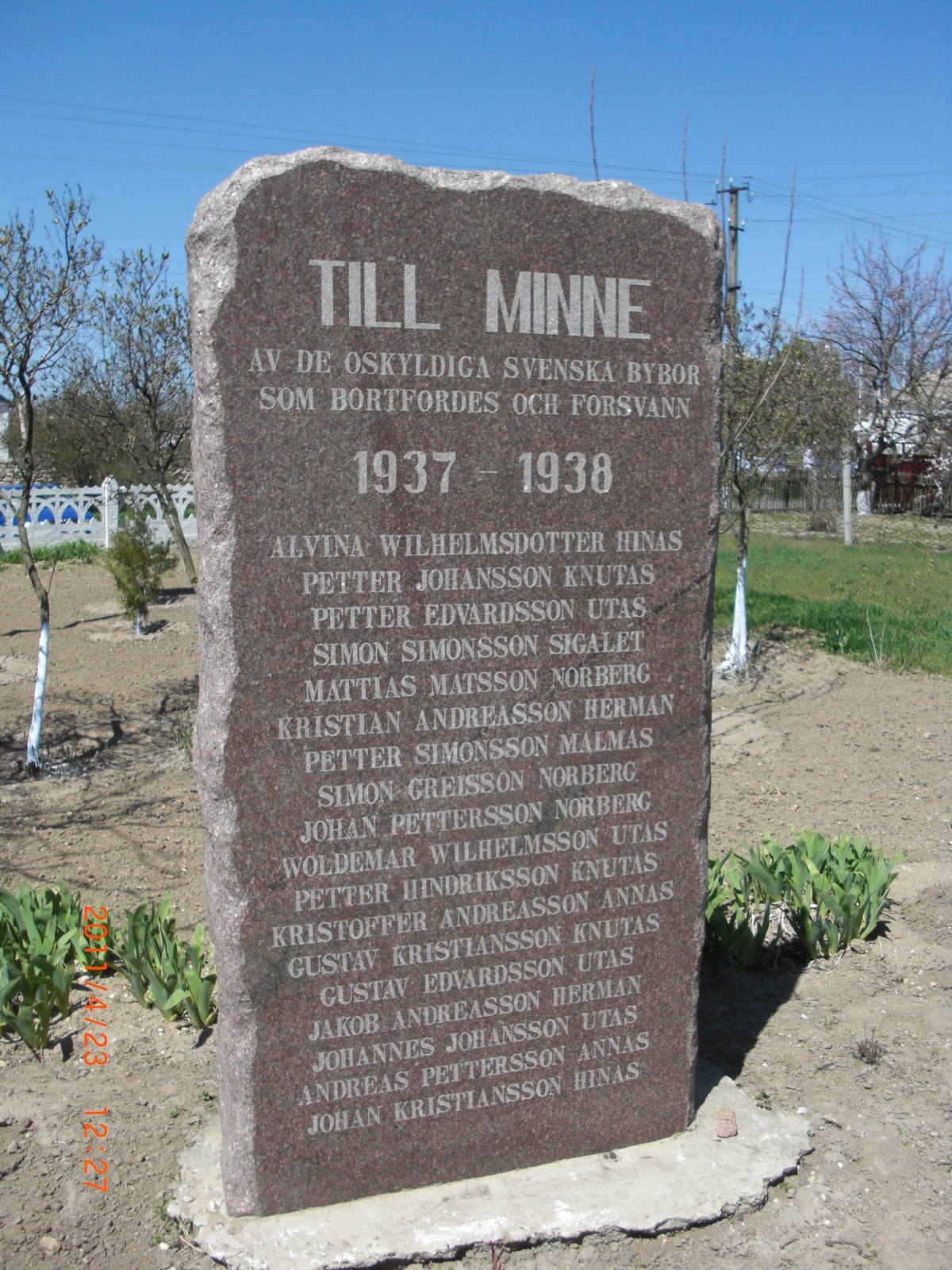
تابلوی یادبود سوئدی‌هایی که در سالهای ۱۹۳۸–۱۹۳۷ ربوده و ناپدید شدند

پس از سقوط اتحاد جماهیر شوروی، تماس با سوئد از نو برقرار شد. در آغاز دهه ۲۰۰۰ میلادی، ۱۵۰–۲۰۰ نفر سوئدی‌تبار در این روستا وجود داشتند. فقط تعداد کمی از آنها هنوز هم به زبان سوئدی روان صحبت می‌کردند. بعضی کمک‌های مالی توسط کلیسای سوئد و شهرداری گوتلند به آنها ارائه شده است.
از دهه ۱۹۹۰ به بعد انجمن روستائیان سوئدی Svenskbyborna امور امداد رسانی و جمع‌آوری کمک‌های مالی برای روستا را به عهده داشته و قرار بود در سال ۲۰۲۲ یک موزه روستایی سوئدی را در این دهکده افتتاح کنند.
در ۱۵ آوریل ۲۰۰۱، گوتلند یک قرارداد خواهرخواندگی (شهرها) با دهکده مزبور منعقد کرد. و از سال ۲۰۱۴ به بعد، پروژه‌های ICLD (International Centre for Local Democracy) بین منطقه Gotland و Zmiivka در حال اجرا است.
در سال ۱۹۹۶، در شهری واقع در نزدیکی روستا بنام Kakhovka یک شرکت سوئدی Tjumak که روغن پخت و پز، سس گوجه فرنگی و کنسرو مواد غذایی تولید می‌کند، تأسیس شد. این شرکت در حال حاضر دیگر متعلق به سوئد نیست.
در اوائل اکتبر ۲۰۰۸، زوج سلطنتی سوئد در یک بازدید رسمی از گامالسونسکبی دیدن کردند.
در آوریل ۲۰۲۲ روستای قدیمی سوئد، گامالسونسکبی، به دنبال تهاجم روسیه به اوکراین برای مدتی اشغال شد. در ۱۳ آوریل ۲۰۲۳، مدرسه روستا توسط روسیه بمباران شدو در طول ماه مه ۲۰۲۳، روستا به مدت طولانی در معرض گلوله‌باران قرار گرفت و در نتیجه مدرسه روستا و مرکز بهداشت آن با بمب‌های سرشی نیروهای روسی ویران شدند. روستا با بمب‌های فسفری به گونه " بمباران تروریستی " یعنی بمباران با هدف ایجاد وحشت در مردم غیرنظامی توسط نیروهای روسی بمباران می‌گردید در ۱۴ ژوئن ۲۰۲۴، کلیسا با حمله یک هواپیمای بدون سرنشین ویران شد. این حملات علیه روستای قدیمی سوئدی علیرغم این واقعیت صورت می‌گرفت که در این روستا نه اهداف نظامی وجود داشت و نه فعالیت‌های نظامی در جریان بود. قبل از تهاجم، روستا بین ۲۵۰۰–۲۳۰۰ سکنه داشت، اما در ژوئن ۲۰۲۴ تنها ۷۰ نفر در روستا باقی مانده بودند. حداقل ۱۱ نفر در حملات روسیه به این روستا کشته شده‌اند.